# Georg Brandell
Georg Albert Brandell, ursprungligen Karlsson, född 13 december 1873 i Brastads församling, Bohuslän, död 15 september 1958 i Uppsala, var en svensk skolman och pedagogisk författare.

## Biografi
Brandell doktorerade 1913 på avhandlingen Skolbarns intressen, och var folkskoleinspektör i Södertälje 1914–20 samt rektor vid Södertälje högre folkskola 1914–21. Mellan 1920 och 1938 var han lektor vid Uppsala folkskoleseminarium.
Brandell skrev ett flertal läroböcker i svensk historia och pedagogik för seminarier och folkskolor. Därutöver gav han ut verk inom rasteori, psykologi och etnologi samt om folkundervisningens historia. År 1947 publicerade han den nazivänliga biografin Hitler och hans verk över Adolf Hitler. Han översatte även verk av Fritz Lenz och Konstantin Hierl.
Brandell var gift med Frida, född Franck. Tillsammans fick de två barn, Gunnar och Margareta.